# میخ‌پنجه حنایی
میخ‌پنجه حنایی (نام علمی: Centropus unirufus) نام یک گونه از سرده میخ‌پنجه است.